# Eupithecia foedatipennis
Eupithecia foedatipennis är en fjärilsart som beskrevs av W. Warren 1901. Eupithecia foedatipennis ingår i släktet Eupithecia och familjen mätare. Inga underarter finns listade i Catalogue of Life.